# 莱恩 (南卡罗来纳州)
莱恩（英文：Lane），是美国南卡罗来纳州下属的一座城市。城市类型是“Town”。其面积大约为3.95平方英里（10.23平方公里）。根据2010年美国人口普查，该市有人口508人，人口密度约为每平方 英里128.61人（约合每平方公里49.66人）。